# Distrito electoral federal 5 de Tamaulipas
El V Distrito Electoral Federal de Tamaulipas es uno de los 300 Distritos Electorales en los que se encuentra dividido el territorio de México y uno de los 8 en los que se divide el estado de Tamaulipas. Su cabecera es Ciudad Victoria.
Está formado por los municipios de Güémez, Hidalgo, Mainero, Padilla, San Carlos, San Nicolás, Victoria y Villagrán.
Antes de 1997, era el IV Distrito, y el V Distrito tenía su cabecera en Tampico.

## Diputados por el distrito

#### Pertenecientes al antiguo V Distrito con cabecera enTampico
| Legislatura      | Diputado                         | Partido | Partido     | Período     |
| ---------------- | -------------------------------- | ------- | ----------- | ----------- |
| LIII Legislatura | Jaime Báez Rodríguez             |         |             | 1979 - 1982 |
| LIII Legislatura | Abdon Martínez Hinojosa          |         | 1982 - 1985 |             |
| LIII Legislatura | Antonio Pérez Villanueva         |         | 1985 - 1988 |             |
| LIV Legislatura  | Álvaro Homero Garza Cantú        |         | 1988 - 1991 |             |
| LV Legislatura   | María del Carmen Bolado del Real |         |             | 1991 - 1994 |
| LVI Legislatura  | Antonio Martínez Torres          |         |             | 1994 - 1997 |

#### Pertenecientes al actual V Distrito con cabecera enCiudad Victoria
| Legislatura       | Diputado                          | Partido | Partido     | Período     |
| ----------------- | --------------------------------- | ------- | ----------- | ----------- |
| LVII Legislatura  | Laura Alicia Garza Galindo        |         |             | 1997 - 1999 |
| LVII Legislatura  | Juan Báez Rodríguez               |         | 1999 - 2000 |             |
| LVIII Legislatura | Eugenio Hernández Flores          |         | 2000 - 2001 |             |
| LVIII Legislatura | Enrique Garza Támez               |         | 2001 - 2003 |             |
| LIX Legislatura   | Humberto Francisco Filizola Haces |         | 2003 - 2006 |             |
| LX Legislatura    | Miguel Ángel González Salum       |         | 2006 - 2009 |             |
| LXI Legislatura   | Rodolfo Torre Cantú               |         | 2009 - 2010 |             |
| LXI Legislatura   | Morelos Jaime Canseco Gómez       |         | 2010 - 2011 |             |
| LXI Legislatura   | Vacante                           | Vacante | Vacante     | 2011 - 2012 |
| LXII Legislatura  | Enrique Cárdenas del Avellano     |         |             | 2012 - 2015 |
| LXIII Legislatura | Miguel Ángel González Salum       |         | 2015 - 2018 |             |
| LXIV Legislatura  | Mario Alberto Ramos Tamez         |         |             | 2018 - 2021 |
| LXV Legislatura   | Óscar Almaraz Smer                |         |             | 2021 - 2024 |

## Resultados electorales

### 2006
|  | 41.36 % |

|  | 31.18 % |

|  | 17.69 % |

|  | 6.28 % |

|  | 1.26 % |

|  | 0.12 % |

|  | 2.11 % |

|  | 100.00 % |

### 2009
|  | 63.31 % |

|  | 21.87 % |

|  | 3.97 % |

|  | 2.86 % |

|  | 2.73 % |

|  | 1.97 % |

|  | 0.80 % |

|  | 0.08 % |

|  | 3.10 % |

|  | 100.00 % |

### 2018
|  | 36.1993 % |

|  | 29.7406 % |

|  | 27.1859 % |

|  | 02.4950 % |

|  | 00.9370 % |

|  | 00.0469 % |

|  | 03.3950 % |

|  | 100.00 % |